# أقدرة عليا
أقدرة عليا هي قرية في مقاطعة تكاب، إيران. يقدر عدد سكانها بـ 731 نسمة بحسب إحصاء 2016.